# Lasioglossum albocinctum
Lasioglossum albocinctum är en biart som först beskrevs av Lucas 1849.  Lasioglossum albocinctum ingår i släktet smalbin, och familjen vägbin. Inga underarter finns listade i Catalogue of Life.